# Felix Dausend
Felix Dausend (* 1. November 1988 in Saarbrücken) ist ein deutscher Fußballspieler.

## Karriere
Im Sommer 2010 wechselte Dausend vom FC Riegelsberg zum SVN Zweibrücken. In Zweibrücken erzielte in der Saison 2010/11 14 Oberligatore und war damit bester Torschütze seines Vereins. In der Winterpause der Saison 2011/12 wechselte er zum 1. FC Saarbrücken. Dort kam er sowohl in der ersten als auch in der zweiten Mannschaft zum Einsatz. Er wurde auch in der ersten Runde des DFB-Pokals 2012/13 eingesetzt. Im Januar 2013 wurde sein Wechsel zum Regionalligisten SV Elversberg bekanntgegeben. Der Transfer wurde zum 1. Juli 2013 vollzogen. Im Januar 2014 wurde sein Vertrag in Elversberg wieder aufgelöst und er wechselte zum Oberligisten Borussia Neunkirchen. Anderthalb Jahre später unterschrieb er einen Vertrag bei Saar 05 Saarbrücken. 2016 schloss er sich dem Oberligisten SV Röchling Völklingen an, mit dem er in der Saison 2016/17 Vizemeister wurde und in die Regionalliga Südwest aufstieg. Seit dem Sommer 2019 ist der Stürmer vereinslos.

## Erfolge
- Aufstieg in die Regionalliga in der Saison 2016/17 (mit Röchling Völklingen)
- Vizemeister: Oberliga Rheinland-Pfalz/Saar: 2016/17
- Masterssieger: 2018
- Sparkassen Cup Sieger: 2017
- Sparkassen Cup Vize: 2016